# Georges Guille
Georges Guille (Badens, 20 juli 1909 - Toulouse, 16 november 1985), was een Frans socialistisch politicus.

## Biografie
Georges Guille werd op 20 juli 1909 geboren in Badens, departement Aude. Hij volgde middelbaar onderwijs in Carcassonne. Hij werd lid van de socialistische Section Française de l'Internationale Ouvrière (SFIO, Franse Sectie van de Arbeiders Internationale) en in 1934 werd hij conseiller général (lid van de Generale Raad) van het kanton Capendu (tot 1967) - toen de jongste conseiller général van Frankrijk. Hij nam tijdens de Tweede Wereldoorlog actief deel aan het verzet. In 1944 werd hij lid van het Bevrijdingscomité van het departement Aure (Comité Départemental de Libération de l'Aude).
Georges Guille werd bij de parlementsverkiezingen van 1945 voor het departement Aure in de Franse Nationale Vergadering (Assemblée Nationale) gekozen. Van 1945 tot 1948 en van 1951 tot 1976 was hij Président du Conseil Général (President van de Generale Raad van het departement Aude.
Georges Guille was van 31 januari 1956 tot 21 mei 1957 staatssecretaris voor Relaties met het Parlement en staatssecretaris van Atoomenergie. 
In 1959 werd Guille lid van de Senaat (Sénat) (tot 1967). Van 1967 tot 1973 vertegenwoordigde hij de Fédération de la Gauche Démocrate et Socialiste (FGDS, Federatie van de Linkse Democraten en Socialisten) in de Franse Nationale Vergadering. 
Georges Guille was oprichter van het Institut National des Sciences et Techniques Nucléaires (INSTN, Nationaal Wetenschappelijk Instituut voor Nucleaire Technieken).
Georges Guille overleed op 76-jarige leeftijd.